# Vota la voce 1992
La 20ª edizione di Vota la voce è andata in onda su Canale 5 dal Teatro Romano di Fiesole il 18 settembre del 1992.
Conduttori furono Red Ronnie ed Enrica Bonaccorti.
Vincitori dell'edizione furono: Luca Carboni (miglior cantante maschile), Fiorella Mannoia (miglior cantante femminile), Tazenda (miglior gruppo), 883 e Alessandro Canino (ex aequo miglior rivelazione), Claudio Baglioni (premio tournée) e 883 (miglior album).

## Cantanti partecipanti
- Francesco De Gregori - Viaggi e miraggi
- Roberto Vecchioni - Voglio una donna
- Claudio Baglioni - Acqua dalla luna
- Zucchero Fornaciari - L'urlo
- 883 - Hanno ucciso l'uomo ragno
- Alessandro Canino - Brutta
- Francesco De Gregori e Zucchero Fornaciari - Diamante
- Luca Carboni - Mare mare
- Sinead O'Connor - Success Has Made a Failure of Our Home
- Francesco Baccini -  Margherita Baldacci
- Tazenda - Preghiera semplice
- Jovanotti - Non m'annoio
- Ron - Non abbiam bisogno di parole
- Edoardo Bennato - Buon compleanno bambina
- Paolo Vallesi - Sempre
- Aleandro Baldi - Ci vuole un attimo
- Fiorella Mannoia - I venti del cuore
- Mango - Mediterraneo
- Ligabue - Libera nos a malo
- Enrico Ruggeri - Trans
- Biagio Antonacci - Liberatemi
- Ivano Fossati - Mio fratello che guardi il mondo
- Francesco De Gregori - Bell'amore